# Серрос
Серрос (исп. Cerros) — археологический памятник, бывшее поселение восточно-низменных майя на севере современного Белиза, которое функционировало с позднего предклассического до постклассического периода. Это место достигло своего апогея во время поздней предклассической эры в Мезоамерике и на пике его численности насчитывало примерно 1089 человек. Участок стратегически расположен на полуострове в устье реки Нью-Ривер, где она впадает в Коросальский залив в бухте Четумаль у Коросаля на Карибском побережье. Таким образом, место имело доступ и служило промежуточным звеном между прибрежным торговым путём, огибавшим полуостров Юкатан, и общинами внутри страны. Жители Серроса построили обширную систему каналов и занимались земледелием на возвышенностях.

## Описание
Центр участка непосредственно примыкает к заливу и состоит из нескольких относительно крупных структур и ступенчатых пирамид, комплекса акрополя и двух площадок для игры в мяч. С южной стороны участка расположена сеть каналов в форме полумесяца, которая окружает центральную часть участка и несколько возвышенностей. Жилые постройки продолжаются за пределами канала, обычно расходясь на юго-запад и юго-восток; приподнятые поля также присутствуют за пределами системы каналов.

## История
С момента своего возникновения в позднюю предклассическую эру, около 400 г. до н. э., на месте Серроса была небольшая деревня фермеров, рыбаков и торговцев. Они использовали его плодородные почвы и лёгкий доступ к морю, производя и продавая продукты другим майя в этом районе. Около 50 г. до н. э., когда их экономика была на подъёме, они начали экспериментировать с идеей царствования, жители Серроса инициировали грандиозную программу обновления города, закопав свои дома, чтобы освободить место для группы храмов и площадей.
Первым из новых построек было сооружение 5С-2, которое стало самым известным архитектурным сооружением на этом месте. Выровненный спиной к краю бухты Четумаль, сооружение отмечало самую северную точку священной оси север-юг этого места, которая была дополнена площадкой для игры в мяч (сооружение 50), которая находится в самой южной точке. Когда короли умирали и приходили другие, в их честь строились новые храмы. Последние существенные постройки на этом месте (сооружение 3А-1) были построены примерно в 100 г. н. э., а многие другие постройки, по-видимому, были заброшены до этого. Во время позднего предклассического периода Серрос перестал быть центром элитарной деятельности, но продолжал оставаться местом повседневной жизни. С тех пор любое новое строительство, вероятно, ограничивалось внешней жилой зоной, поскольку население начало резко сокращаться.
Не считая небольшой активности в конце позднего классического периода в качестве деревенской общины, Серрос был заброшен с 400 г. н. э. Это некогда славное место было оставлено в руинах и оставалось практически незамеченным, пока Томас Ганн не упомянул о «смотровых» курганах вдоль побережья в 1900 году, вызвав интерес к этому месту.

## Современное состояние
Большая часть участка остается неисследованной. До Серроса можно добраться по гравийной дороге из города Коросаль. На территории отеля есть сотрудник по археологической информации. Доступ к коллекции, раскопанной в 1970-х годах, доступен через цифровой каталог, составленный Флоридским музеем естественной истории.

## Галерея
- Строение 5
- Строение 5
- Строение 4
- Строение 29